# Barrage d'Erraguene
Le barrage d'Erraguene est un barrage de type multivoûtes, situé dans la wilaya de Jijel en Algérie. Il est construit entre 1955 et 1961, d'une hauteur de 83 m et d'une capacité de 220 millions m3.

## Histoire
Le barrage d'Erraguene est conçu par l'ingénieur Eugène Freyssinet. Sa construction est attribuée à l'entreprise française Campenon Bernard. Les premiers travaux démarrent en 1955, le barrage est terminé en 1961.
Le remplissage du barrage débute en 1962.

## Description
Le barrage d'Erraguene est de type multivoûtes en béton précontraint, il mesure 83 mètres de haut, 510 mètres de longueur de crête et retient un volume de 220 millions m3 d'eau.

## Exploitation
L'usine hydroélectrique associée est aujourd'hui exploitée par Sonelgaz.